# Ewerthon
Ewerthon, właśc. Ewerthon Henrique de Souza (ur. 10 czerwca 1981 w São Paulo) – brazylijski piłkarz grający na pozycji skrzydłowego.

## Kariera klubowa
Éwerthon jest wychowankiem klubu Sport Club Corinthians Paulista wywodzącego się z jego rodzinnego miasta São Paulo. W 1999 roku zadebiutował w Campeonato Brasileiro. Nie mając jednak miejsca w podstawowym składzie został wypożyczony do Rio Branco Esporte Clube. Miał więc niewielki udział w wywalczeniu przez klub mistrzostwa Brazylii. Już w 2000 roku wrócił do Corinthians i wspomógł go w walce o Klubowy Puchar Świata 2000, który brazylijski klub zdobył dzięki zwycięstwu w serii rzutów karnych w finale nad Club de Regatas Vasco da Gama. W Corinthians występował także przez pierwszą połowę 2001 roku.
Latem 2001 Éwerthon przeszedł do niemieckiej Borussii Dortmund. W klubie tym spotkał swoich rodaków: Dedé, Evanilsona oraz Márcio Amoroso. W Bundeslidze zadebiutował 29 września w wygranym 2:1 wyjazdowym meczu z FC St. Pauli i w debiucie zdobył gola oraz zaliczył asystę. W całym sezonie prezentował wysoką formę strzelecką i łącznie strzelił 11 goli (10 w lidze i jednego w Pucharze UEFA w spotkaniu ze Slovanem Liberec). Po Janie Kollerze i Amoroso był najlepszym strzelcem zespołu, który wywalczył mistrzostwo Niemiec i doszedł do finału Pucharu UEFA (porażka 2:3 z Feyenoordem). W sezonie 2002/2003 Éwerthon 11-krotnie trafiał do siatki rywali, a zespół z Dortmundu zajął 3. miejsce w lidze. Brazylijczyk wystąpił także w obu fazach grupowych Ligi Mistrzów. W sezonie 2003/2004 z 16 golami był wraz z Kollerem najlepszym strzelcem zespołu, jednak Borussia spisała się słabiej zajmując 6. lokatę. W Borussii Éwerthon występował także w sezonie 2004/2005, w którym zdobył 10 bramek (7. pozycja BVB).
Latem 2005 Éwerthon zdecydował się odejść z zespołu i za 3,5 miliona euro przeszedł do hiszpańskiego Realu Saragossa. W Primera División zadebiutował 28 sierpnia w zremisowanym 0:0 meczu z Atlético Madryt. W Realu stworzył atak z Argentyńczykiem Diego Milito i z 12 golami na koncie zajął 7. lokatę w klasyfikacji strzelców La Liga wraz z Fernando Torresem. Saragossa zajęła 11. miejsce w lidze. Natomiast w sezonie 2006/2007 zdobył 6 goli, a Real do końca sezonu walczył o udział w Pucharze UEFA i ostatecznie zakończył go na 6. pozycji w lidze.
Latem 2007 Éwerthon został wypożyczony do VfB Stuttgart po tym, jak Real Saragossa zakontraktował innego brazylijskiego napastnika, Ricardo Oliveirę. Jeszcze w trakcie sezonu Éwerthon na zasadzie wypożyczenia trafił do Espanyolu Barcelona, a następnie powrócił do Realu Saragossa, który pod jego nieobecność spadł do Segunda División.
| Sezon   | Klub                            | Kraj      | Rozgrywki                                 | Mecze | Bramki |
| ------- | ------------------------------- | --------- | ----------------------------------------- | ----- | ------ |
| 1999    | Sport Club Corinthians Paulista | Brazylia  | Campeonato Brasileiro (Serie A)           | 4     | 0      |
| 1999    | Rio Branco Esporte Clube        | Brazylia  | Campeonato Brasileiro (Serie B)           | 22    | 8      |
| 2000    | Sport Club Corinthians Paulista | Brazylia  | Campeonato Brasileiro (Serie A)           | 11    | 3      |
| 2001    | Sport Club Corinthians Paulista | Brazylia  | Campeonato Brasileiro (Serie A)           | 5     | 0      |
| 2001/02 | Borussia Dortmund               | Niemcy    | Bundesliga                                | 27    | 10     |
| 2002/03 | Borussia Dortmund               | Niemcy    | Bundesliga                                | 33    | 11     |
| 2003/04 | Borussia Dortmund               | Niemcy    | Bundesliga                                | 31    | 16     |
| 2004/05 | Borussia Dortmund               | Niemcy    | Bundesliga                                | 28    | 10     |
| 2005/06 | Real Saragossa                  | Hiszpania | Primera División                          | 37    | 12     |
| 2006/07 | Real Saragossa                  | Hiszpania | Primera División                          | 28    | 6      |
| 2007/08 | VfB Stuttgart                   | Niemcy    | Bundesliga                                | 11    | 1      |
| 2007/08 | Espanyol Barcelona              | Hiszpania | Primera División                          | 8     | 1      |
| 2008/09 | Real Saragossa                  | Hiszpania | Segunda División                          |       |        |
|         |                                 |           | Łącznie w Campeonato Brasileiro (Serie A) | 20    | 3      |
|         |                                 |           | Łącznie w Bundeslidze                     | 130   | 48     |
|         |                                 |           | Łącznie w Primera División                | 73    | 19     |

## Kariera reprezentacyjna
Éwerthon początkowo występował w młodzieżowej reprezentacji Brazylii U-20, z którą w 2001 roku zdobył Młodzieżowe Mistrzostwo Ameryki Południowej. W pierwszej reprezentacji "Canarinhos" zadebiutował 25 kwietnia 2001 roku w zremisowanym 1:1 meczu z Peru, rozegranym w ramach eliminacji do Mistrzostw Świata 2002.